# Artoisstraat
De Artoisstraat is een straat in het historisch centrum van Brugge.

## Beschrijving
De oorsprong van de straatnaam is onduidelijk. Volgens Karel Verschelde was er aldaar een huis met de naam Artois. Volgens Karel De Flou dient de naam in verband te worden gebracht met eigendommen die de graaf van Artois op die plek bezat. Deze naam is eerder laat in gebruik gekomen, wat de verwijzing naar een graaf van Artois onwaarschijnlijk maakt.
In 1580 droeg de straat, die een dubbele knik vertoonde, nog twee andere namen:
- vanaf 't Zand langs de Speelmansrei: Poortgracht
- tussen de stadsgracht en de Wulfhagestraat: Stoofstraat. Dit wijst er op dat zich in dit nauwe brandstraatje één of meer 'stoven' of bordelen bevonden, op korte afstand van de Moerstraat, waar men aan de achterzijde van het hertogelijke Prinsenhof verschillende huizen van plezier aantrof.

In de Artoisstraat stonden verschillende 17de-eeuwse huizen. Een ervan was het café Au Duc de Bourgogne. Twee andere waren eigendom van de Onderstandsmaatschappij van de Timmerlieden, een in 1753 ontstane bijstandskas die tot in 1944 actief bleef. Deze huizen werden in 1960-61 gesloopt en vervangen door grotere nieuwbouw.
In het straatje werd een nieuwbouw opgericht door de middelbare school van het Sint-Jozefinstituut. De gebouwen van de vroegere nieuwkuis Madsen werden tot lofts omgebouwd.
De Artoisstraat loopt van de Noordzandstraat naar de Wulfhagestraat.

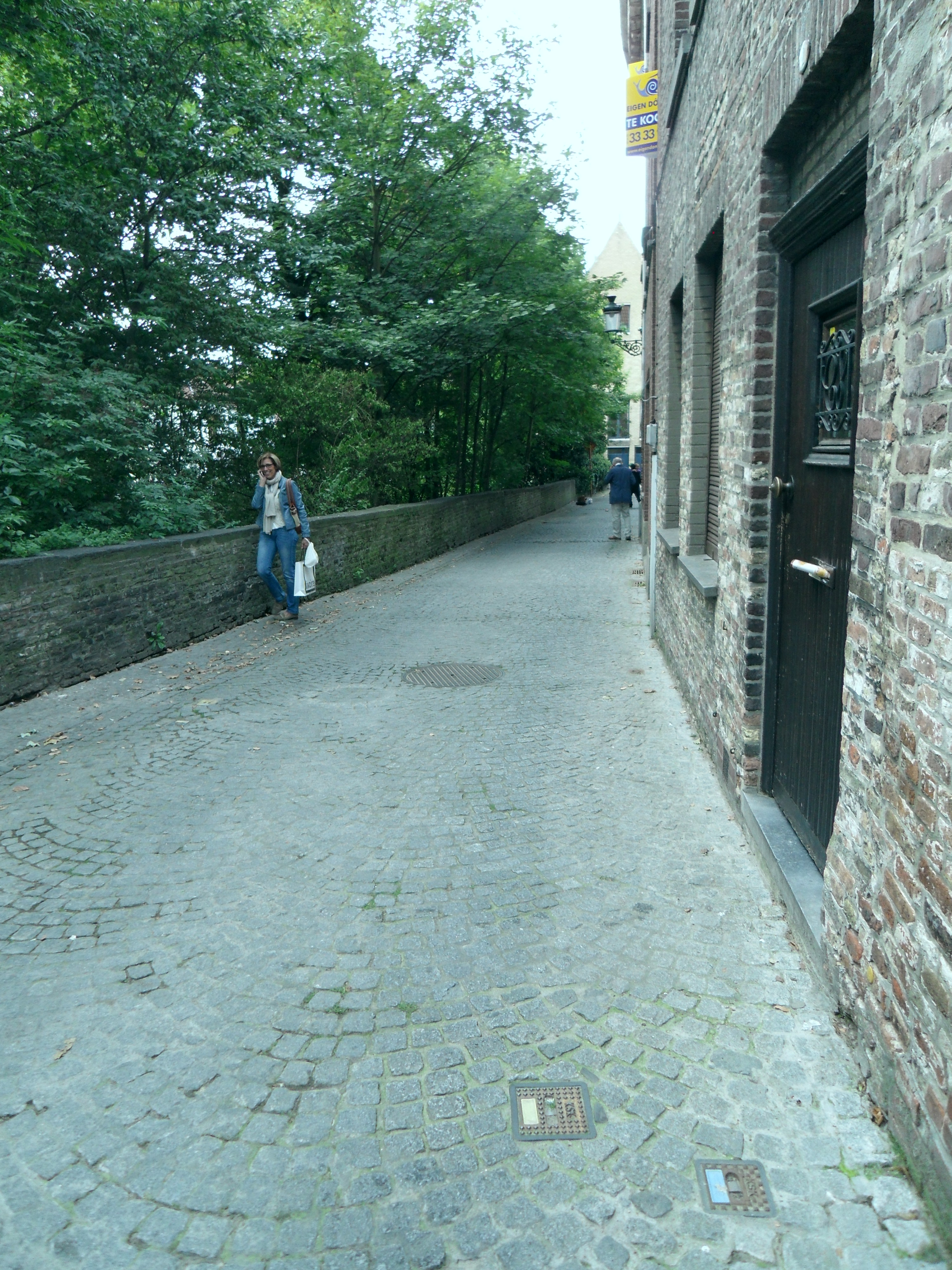
De Artoisstraat, gezien van uit de Noordzandstraat
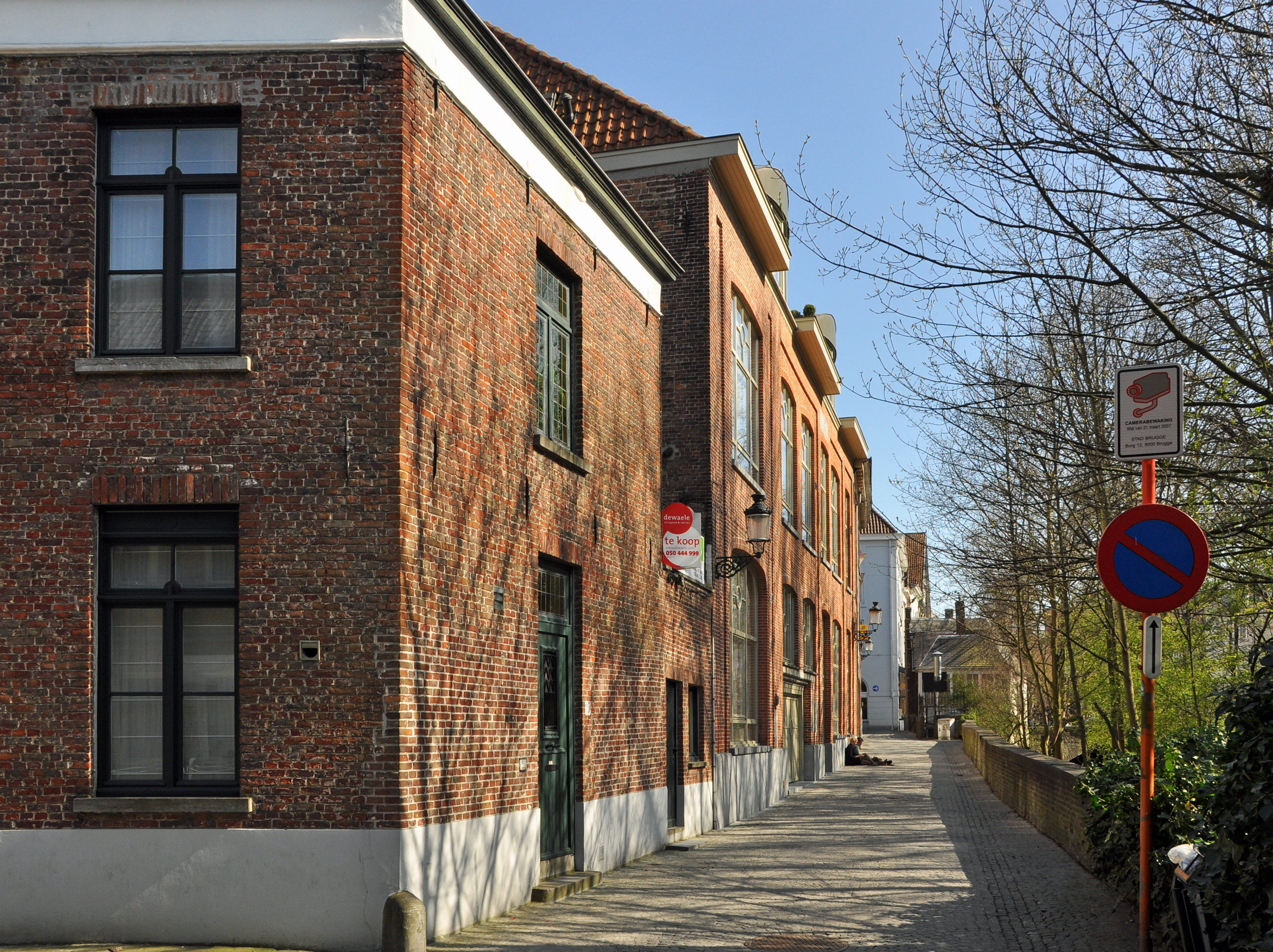
De Artoisstraat, gezien in de richting van de Noordzandstraat
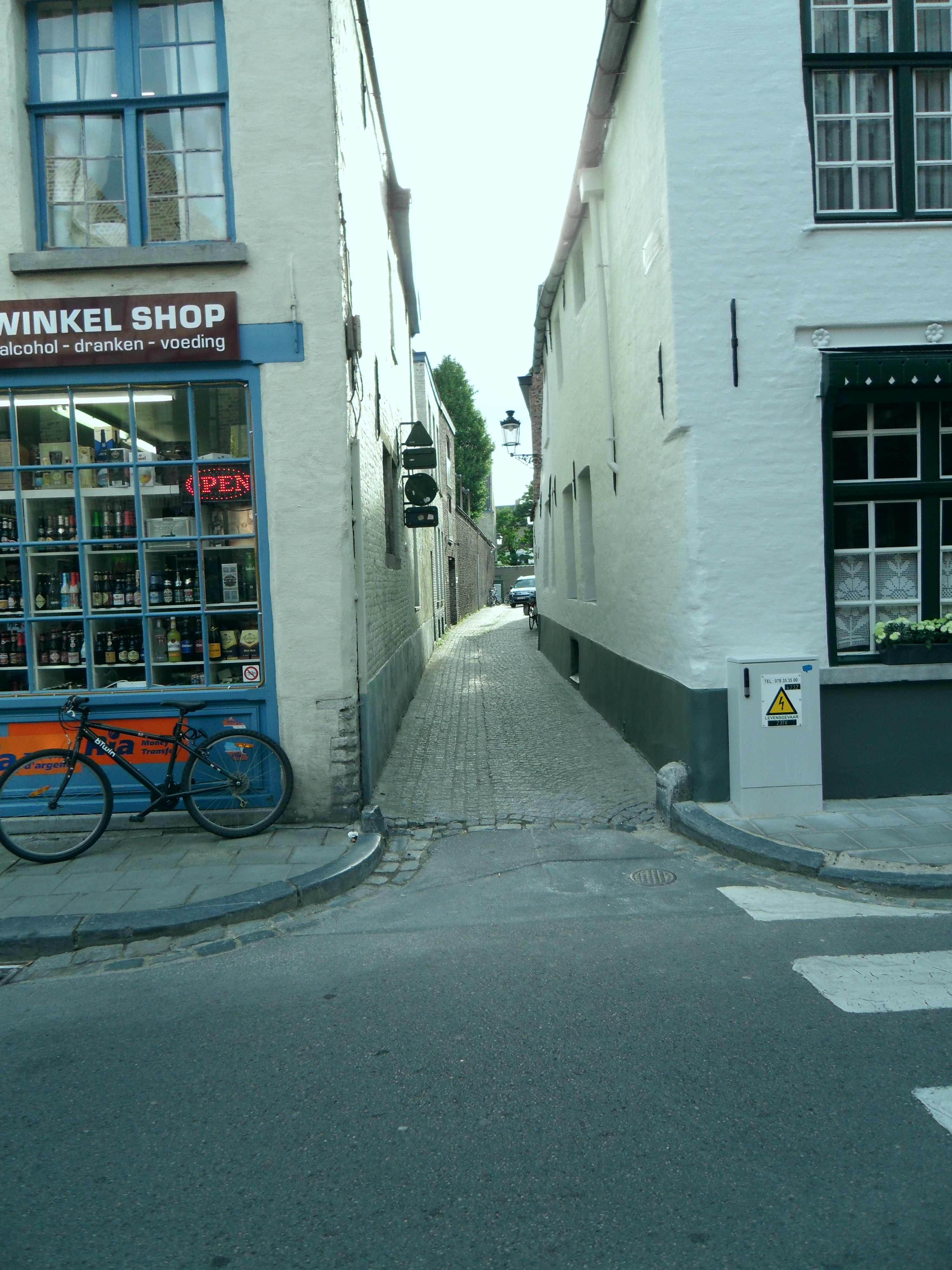
De Artoisstraat, gezien van uit de Wulfhagestraat
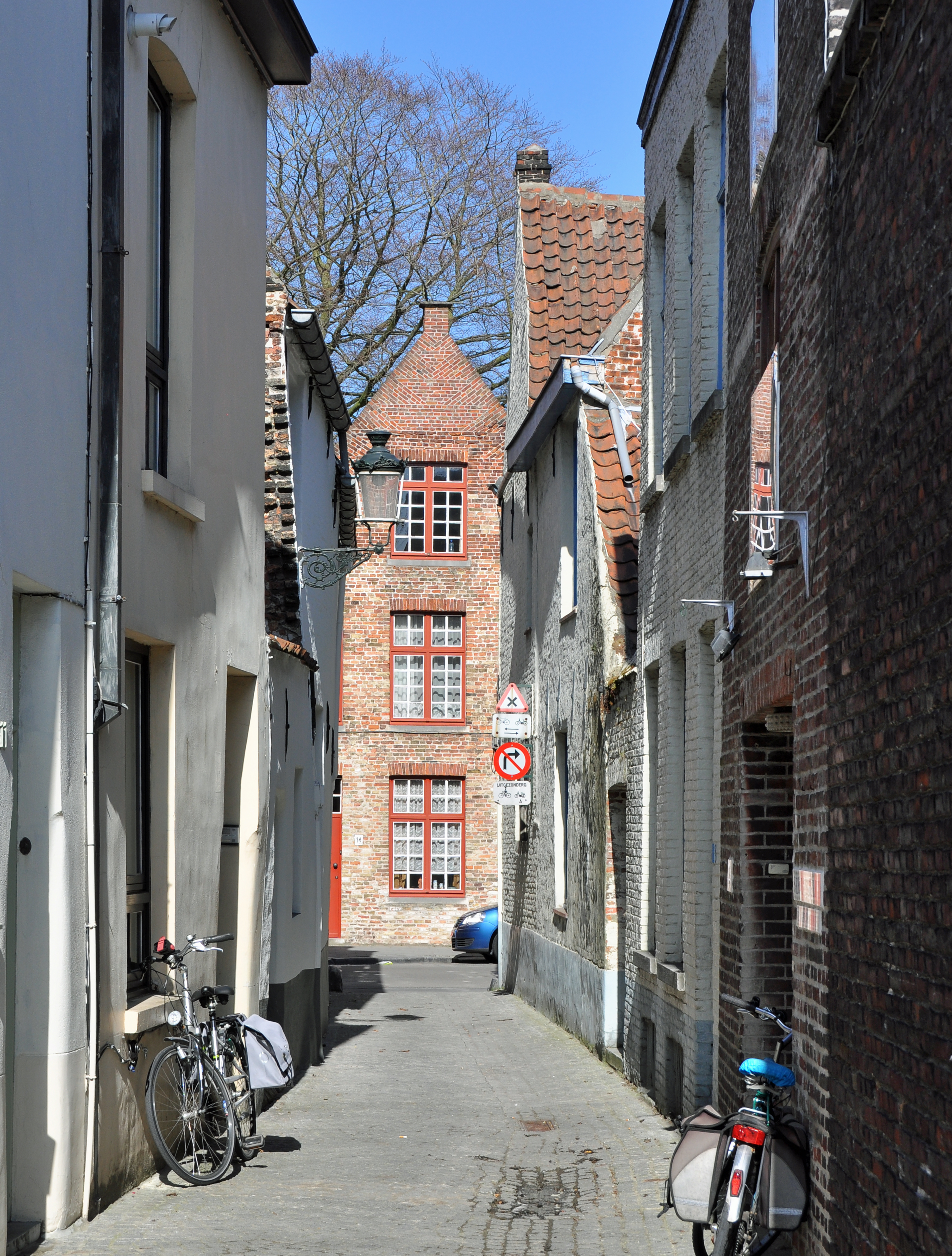
De Artoisstraat, gezien in de richting van de Wulfhagestraat
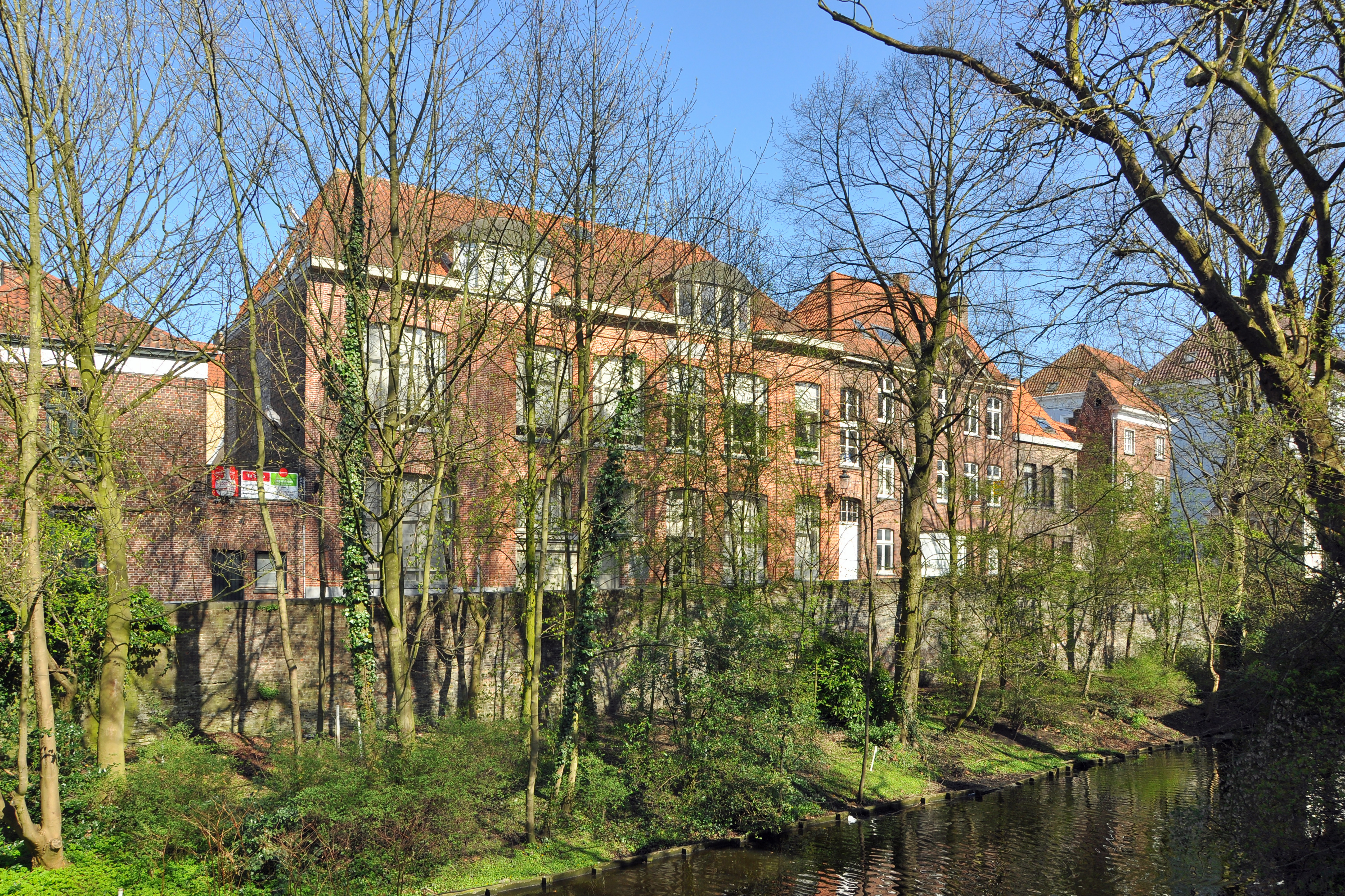
De Artoisstraat, gezien van af de Speelmansrei